# Rouge Sang (téléfilm)
Pour les articles homonymes, voir Rouge sang.
Pour plus de détails, voir Fiche technique et Distribution.
Rouge Sang est un téléfilm français réalisé par Xavier Durringer, diffusé pour la première fois en 2014 sur France 2
Le téléfilm débute alors qu'un pied de femme est retrouvé au bord de la mer près de Brest. Alma Schneider, nouvelle dans le service, prend en charge cette enquête. Très vite, ce pied s'avère celui d'une transsexuelle.

## Synopsis
À Brest, le pied d'une jeune femme est retrouvé à proximité de la mer. Alma Schneider, policière fraîchement débarquée de Paris, est chargée de résoudre cette affaire délicate. Grâce au soutien de César Istria, médecin légiste et archéologue, elle parvient à déterminer le lieu où la victime aurait été enterrée. Mais le corps qu'ils exhument est celui d'un homme. La victime s'avère avoir été une transsexuelle prénommée Diana et une personnalité influente de son vivant. Alma et César conjuguent leurs compétences pour venir à bout de cette énigme, qui les entraîne progressivement dans les entrailles de la ville.

## Audiences
Le téléfilm a été vu lors de sa première diffusion par 4 909 000 téléspectateurs (18,7%) sur France 2 en deuxième position juste derrière Esprits criminels (TF1) avec 7 074 000 téléspectateurs (26,2 %).

## Fiche technique
- Titre français : Rouge Sang
- Réalisation : Xavier Durringer
- Scénario : Xavier Durringer et Sylvain Saada
- Photographie : Matthieu Poirot-Delpech
- Musique : Nicolas Errèra
- Pays d'origine : France
- Ville de tournage : Brest
- Date de première diffusion : 12 novembre 2014 sur France 2

## Distribution
- Sandrine Bonnaire : Alma Schneider
- Bernard Le Coq : César Istria
- Micha Lescot : Héron
- Éric Savin : Robic
- François Duval : Garaudy
- Carolina Jurczak : Marion
- José Paul : Jaouen